# José Carlos Chaves
José Carlos Chaves Innecken (* 3. září 1958 Atenas) je bývalý kostarický fotbalový obránce či záložník a kostarický reprezentant.

## Hráčská kariéra
Na střední škole strávil rok v Ohiu, poté začal hrát v mládežnických mužstvech Deportiva Saprissa. Roku 1980 se stal hráčem Alajuelense, s nímž třikrát vyhrál kostarickou ligu (1979/80, 1982/83 a 1983/84) a v roce 1986 i Pohár mistrů CONCACAF.
V kalendářním roce 1991 byl hráčem Interu Slovnaft Bratislava v československé nejvyšší soutěži.
Roku 1992 se vrátil do Kostariky, kde začal hrát za Herediano. V sezoně 1992/93 s tímto klubem vyhrál svůj čtvrtý mistrovský titul a roku 1994 zde svou hráčskou kariéru ukončil.

### Reprezentace
Od roku 1988 nastupoval v reprezentačním mužstvu Kostariky. Byl jedním z nejstarších hráčů v kostarickém kádru pro Mistrovství světa 1990 v Itálii, nastoupil zde ke všem čtyřem utkáním, která Kostarika odehrála. Nakonec byla v osmifinále vyřazena Československem i díky hattricku Tomáše Skuhravého (prohra 1:4).
Jelikož si neporozuměl s reprezentačním trenérem Marvinem Rodríguezem, před mistrovstvím světa v Itálii se reprezentace vzdal. Po kostarickém svazu však požadoval, aby byl Rodríguez nahrazen Borou Milutinovićem. Tak se také stalo a srbský trenér ho okamžitě povolal zpět do reprezentačního mužstva. Poslední reprezentační utkání odehrál 19. ledna 1994 proti Norsku.
Kostariku reprezentoval i ve futsalu.

## Trenérská kariéra
Po skončení hráčské kariéry se stal v Alajuelense asistentem trenéra, v letech 1996–1999 byl sportovním ředitelem Herediana. V roce 2012 se začal věnovat juniorskému týmu v Alajuelense.

## Ligová bilance
| Ročník                                   | Zápasy | Góly | Minuty | Klub                      |
| ---------------------------------------- | ------ | ---- | ------ | ------------------------- |
| 1. československá fotbalová liga 1990/91 | 10     | 1    | –      | Inter Slovnaft Bratislava |
| 1. československá fotbalová liga 1991/92 | 10     | 0    | –      | Inter Slovnaft Bratislava |
| CELKEM 1. ČS. LIGA                       | 20     | 1    | –      |                           |